# Иоба
Иоба (фр. Ioba) — одна из 45 провинций Буркина-Фасо. Находится в Юго-Западном регионе, столица провинции — Дано. Площадь Иоба — 3289 км².
Население по состоянию на 2006 год — 197 186 человек.

## Административное деление
Иоба подразделяется на 8 департаментов.